# 13473 Hokema
13473 Hokema (1953 GJ) là một tiểu hành tinh vành đai chính được phát hiện ngày 7 tháng 4 năm 1953 bởi K. Reinmuth ở Heidelberg.